# Cor de palmera
El cor de palmera és un aliment obtingut del meristema apical, en l'interior dels pecíols de les fulles de determinades espècies de palmeres. Es tracta d'un cilindre blanc contenint els brots tendres, encara tous i poc fibrosos. Els cors de palmera són conservats en salmorra i consumits freds, acompanyant amanides o cuits, en diverses receptes. Forma part de la culinària dels pobles originals d'Amèrica del Sud.

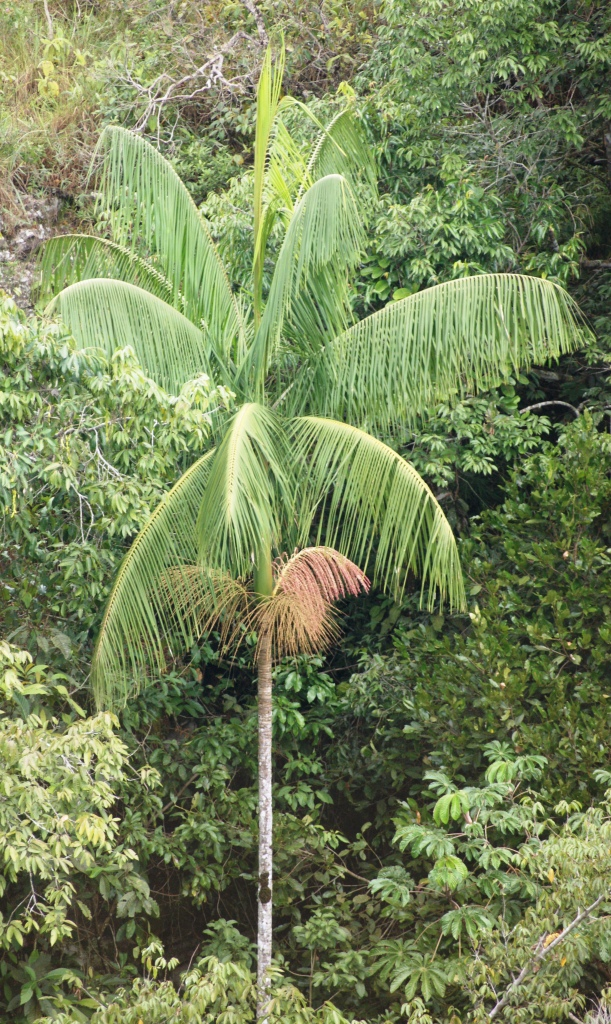
Palmera de l'espècie Euterpe edulis.

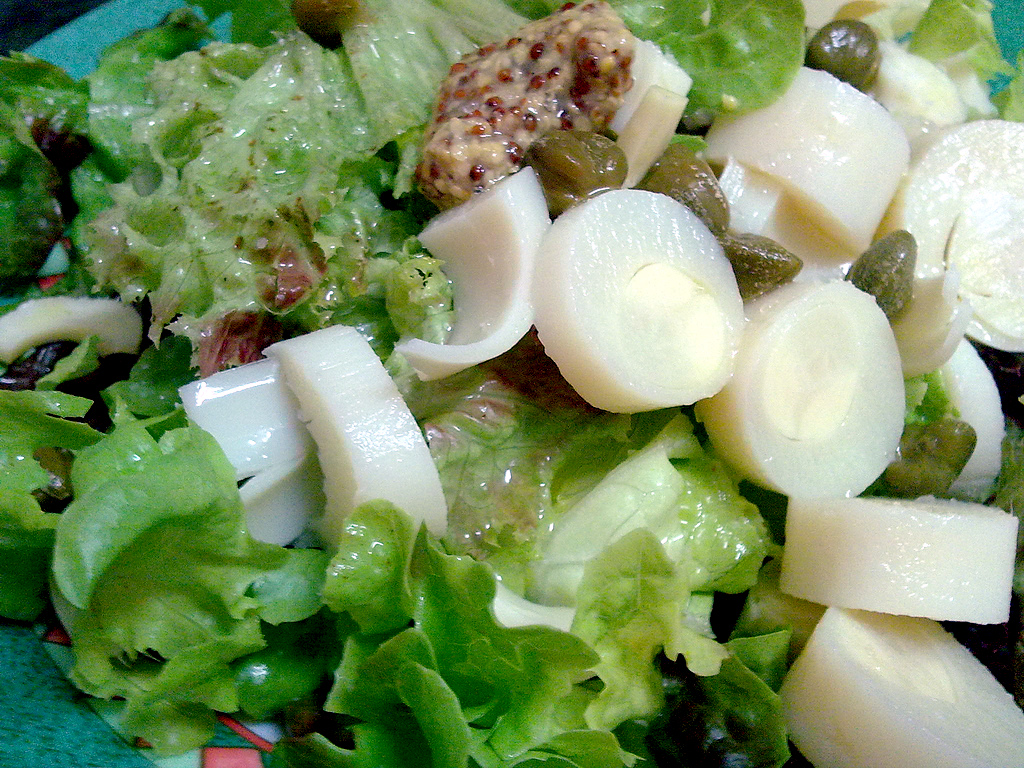
Amanida amb talls de cor de palmera, mostassa i tàperes.

L'extracció del cor de certes palmeres, com la juçara (Euterpe edulis) o la palmera reial australiana (Archontophoenix alexandrae), implica la mort de l'arbre per la supressió del meristema apical. Per aquesta raó, tot i la seva plantació dedicada al cultiu, la indústria alimentària ha col·locat en risc les espècies de les quals és obtingut, sobretot la juçara. A més de posar en marxa diversos programes de reforestació, s'ha començat a emprar Bactris gasipaes per a la producció de cors de palmera, intentant així reduir l'amenaça d'extinció de l'Euterpe edulis.